# Vasas SC (jégkorong)

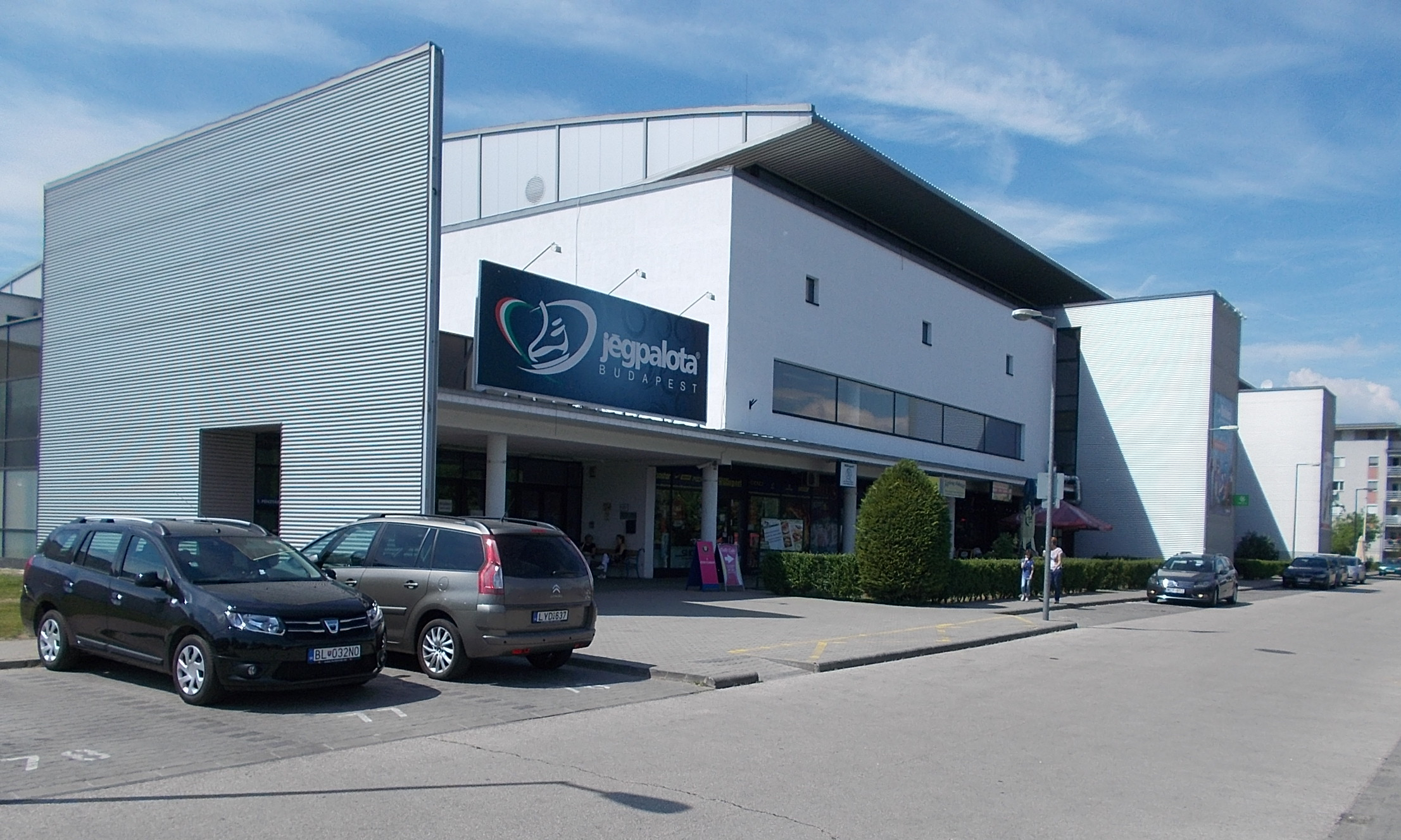
A csapat otthona, a Vasas Jégcentrum

A Vasas SC egy magyarországi jégkorongcsapat Budapesten, ami a másodosztályú Andersen Ligában szerepel. A klub a hazai mérkőzéseit a Vasas Jégcentrumban játssza.

## Története
A klub 2023-tól szerepel a másodosztályú Andersen Ligában.

## Szezonok
| Alapszakasz | Alapszakasz | Alapszakasz | Alapszakasz | Alapszakasz | Alapszakasz | Alapszakasz | Alapszakasz | Alapszakasz | Rájátszás                           | Rájátszás                        | Rájátszás | Rájátszás                                      |
| Szezon      | LM          | GY          | GY.H.       | V. H.       | V           |             | P           | Helyezés    | Negyeddöntő                         | Elődöntő                         | Döntő     | Eredmény                                       |
| ----------- | ----------- | ----------- | ----------- | ----------- | ----------- | ----------- | ----------- | ----------- | ----------------------------------- | -------------------------------- | --------- | ---------------------------------------------- |
| 2023–24     | 20          | 7           | 2           | 0           | 11          | 112-118     | 25          | 7.          | Vereség a Lehel HC ellen (0-2)      | -                                | -         | -                                              |
| 2024–25     | 18          | 12          | 0           | 2           | 4           | 137:98      | 38          | 4.          | Győzelem az FTC-Telekom ellen (2-0) | Vereség a Goodwill Pharma Szeged | -         | Bronzmérkőzés: Győzelem a Lehel HC ellen (4-2) |